# Cheviot (Ohio)
Cheviot es una ciudad ubicada en el condado de Hamilton en el estado estadounidense de Ohio. En el Censo de 2010 tenía una población de 8375 habitantes y una densidad poblacional de 2.766,13 personas por km².

## Geografía
Cheviot se encuentra ubicada en las coordenadas 39°9′29″N 84°36′50″O / 39.15806, -84.61389. Según la Oficina del Censo de los Estados Unidos, Cheviot tiene una superficie total de 3.03 km², de la cual 3.03 km² corresponden a tierra firme y (0.09%) 0 km² es agua.

## Demografía
Según el censo de 2010, había 8375 personas residiendo en Cheviot. La densidad de población era de 2.766,13 hab./km². De los 8375 habitantes, Cheviot estaba compuesto por el 88.99% blancos, el 7.27% eran afroamericanos, el 0.23% eran amerindios, el 0.54% eran asiáticos, el 0.01% eran isleños del Pacífico, el 0.86% eran de otras razas y el 2.1% pertenecían a dos o más razas. Del total de la población el 2.03% eran hispanos o latinos de cualquier raza.